# Dundee, Florida
Dundee är en kommun (town) i Polk County i Florida. Vid 2010 års folkräkning hade Dundee 3 717 invånare.